# Lista de políticos do Piauí por mandatos exercidos
Na organização da lista observamos a grafia do nome parlamentar adotado por cada um, salvo grafia diversa adotada pelo Tribunal Regional Eleitoral. Quanto  a ocorrência de homonímia, a referência à cidade natal de cada integrante das listas serve para solucionar a dúvida. Os nomes daqueles que estão no exercício do mandato por força de eleição direta estão assinalados em fundo verde e com os nomes em negrito.
Mandatos anteriores ao Estado Novo serão considerados caso o titular tenha sido eleito para o cargo ocupado àquela época depois do período em questão, sendo que tal conteúdo está sujeito a atualizações periódicas.

## Governadores do Piauí
Os integrantes da lista a seguir foram eleitos pelo voto direto, a não ser pelos governadores que assumiram o cargo entre 1966 e 1978 em razão do Regime Militar de 1964 e em 2001, quando o titular assumiu por decisão do Tribunal Superior Eleitoral. Em razão da Emenda Constitucional Número Dezesseis de 4 de junho de 1997, foi instituída a reeleição. Vice-governadores efetivados mediante a renúncia dos titulares constam numa lista à parte.
| Governador            | Cidade onde nasceu  | Unidade federativa | Ano da eleição         |
| --------------------- | ------------------- | ------------------ | ---------------------- |
| Wellington Dias       | Oeiras              | Piauí              | 2002, 2006, 2014, 2018 |
| Alberto Silva         | Parnaíba            | Piauí              | 1970, 1986             |
| Hugo Napoleão         | Portland            | Estados Unidos     | 1982, 2001             |
| Mão Santa             | Parnaíba            | Piauí              | 1994, 1998             |
| José da Rocha Furtado | União               | Piauí              | 1947                   |
| Pedro Freitas         | José de Freitas     | Piauí              | 1950                   |
| Gaioso e Almendra     | Teresina            | Piauí              | 1954                   |
| Chagas Rodrigues      | Parnaíba            | Piauí              | 1958                   |
| Petrônio Portela      | Valença do Piauí    | Piauí              | 1962                   |
| Helvídio Nunes        | Picos               | Piauí              | 1966                   |
| Dirceu Arcoverde      | Amarante            | Piauí              | 1974                   |
| Lucídio Portela       | Valença do Piauí    | Piauí              | 1978                   |
| Freitas Neto          | Teresina            | Piauí              | 1990                   |
| Wilson Martins        | Santa Cruz do Piauí | Piauí              | 2010                   |
| Rafael Fonteles       | Teresina            | Piauí              | 2022                   |

## Vice-governadores do Piauí
Entre 1950 e 1962 a eleição do governador e do vice-governador ocorria pelo voto direto em chapas separadas. a partir de então a eleição do titular da chapa importa a do vice-governador com ele registrado.
| Vice-governador          | Cidade onde nasceu  | Unidade federativa | Ano da eleição |
| ------------------------ | ------------------- | ------------------ | -------------- |
| João Clímaco d'Almeida   | Teresina            | Piauí              | 1962, 1966     |
| Osmar Júnior             | São Paulo           | São Paulo          | 1998, 2002     |
| Osvaldo da Costa e Silva | Amarante            | Piauí              | 1947           |
| Milton Brandão           | Pedro II            | Piauí              | 1950           |
| Ferreira de Castro       | Floriano            | Piauí              | 1954           |
| Tibério Nunes            | Oeiras              | Piauí              | 1958           |
| Sebastião Leal           | Uruçuí              | Piauí              | 1970           |
| Djalma Veloso            | Valença do Piauí    | Piauí              | 1974           |
| Waldemar Macedo          | São Raimundo Nonato | Piauí              | 1978           |
| Bona Medeiros            | União               | Piauí              | 1982           |
| Lucídio Portela          | Valença do Piauí    | Piauí              | 1986           |
| Guilherme Melo           | Teresina            | Piauí              | 1990           |
| Osmar Araújo             | Picos               | Piauí              | 1994           |
| Felipe Mendes            | Simplício Mendes    | Piauí              | 2001           |
| Wilson Martins           | Santa Cruz do Piauí | Piauí              | 2006           |
| Moraes Souza Filho       | Parnaíba            | Piauí              | 2010           |
| Margarete Coelho         | São Raimundo Nonato | Piauí              | 2014           |
| Regina Sousa             | União               | Piauí              | 2018           |
| Themístocles Filho       | Teresina            | Piauí              | 2022           |

## Senadores eleitos pelo Piauí

### Senadores efetivos
Conforme dados obtidos junto ao Senado Federal.
| Senador               | Cidade onde nasceu   | Unidade federativa | Ano da eleição |
| --------------------- | -------------------- | ------------------ | -------------- |
| Ribeiro Gonçalves     | Amarante             | Piauí              | 1935, 1947     |
| Matias Olímpio        | Barras               | Piauí              | 1945, 1954     |
| Petrônio Portela      | Valença do Piauí     | Piauí              | 1966, 1974     |
| Helvídio Nunes        | Picos                | Piauí              | 1970, 1978     |
| Hugo Napoleão         | Portland             | Estados Unidos     | 1986, 1994     |
| Ciro Nogueira         | Teresina             | Piauí              | 2010, 2018     |
| Wellington Dias       | Oeiras               | Piauí              | 2010, 2022     |
| Esmaragdo de Freitas  | Floriano             | Piauí              | 1945           |
| Joaquim Pires         | Barras               | Piauí              | 1947           |
| Arêa Leão             | Teresina             | Piauí              | 1950           |
| Leônidas Melo         | Barras               | Piauí              | 1954           |
| Joaquim Parente       | Bom Jesus            | Piauí              | 1958           |
| José Cândido Ferraz   | Teresina             | Piauí              | 1962           |
| Sigefredo Pacheco     | Campo Maior          | Piauí              | 1962           |
| Fausto Castelo Branco | Teresina             | Piauí              | 1970           |
| Dirceu Arcoverde      | Amarante             | Piauí              | 1978           |
| João Lobo             | Floriano             | Piauí              | 1982           |
| Chagas Rodrigues      | Parnaíba             | Piauí              | 1986           |
| Lucídio Portela       | Valença do Piauí     | Piauí              | 1990           |
| Freitas Neto          | Teresina             | Piauí              | 1994           |
| Alberto Silva         | Parnaíba             | Piauí              | 1998           |
| Heráclito Fortes      | Teresina             | Piauí              | 2002           |
| Mão Santa             | Parnaíba             | Piauí              | 2002           |
| João Vicente Claudino | Cajazeiras           | Paraíba            | 2006           |
| Elmano Ferrer         | Lavras da Mangabeira | Ceará              | 2014           |
| Marcelo Castro        | São Raimundo Nonato  | Piauí              | 2018           |

## Deputados federais do Piauí
Constam aqui os 78 deputados federais eleitos pelo Piauí a partir de 1945.

### Oito mandatos
| Deputado federal | Cidade onde nasceu | Unidade federativa | Ano da eleição                                 |
| ---------------- | ------------------ | ------------------ | ---------------------------------------------- |
| Paes Landim      | São João do Piauí  | Piauí              | 1986, 1990, 1994, 1998, 2002, 2006, 2010, 2014 |
| Átila Lira       | Piripiri           | Piauí              | 1986, 1990, 1998, 2002, 2006, 2010, 2014, 2018 |

### Sete mandatos
| Deputado federal | Cidade onde nasceu | Unidade federativa | Ano da eleição                           |
| ---------------- | ------------------ | ------------------ | ---------------------------------------- |
| Júlio César      | Guadalupe          | Piauí              | 1994, 2002, 2006, 2010, 2014, 2018, 2022 |

### Seis mandatos
| Deputado federal | Cidade onde nasceu | Unidade federativa | Ano da eleição                     |
| ---------------- | ------------------ | ------------------ | ---------------------------------- |
| Milton Brandão   | Pedro II           | Piauí              | 1954, 1958, 1966, 1970, 1978, 1982 |
| Mussa Demes      | Floriano           | Piauí              | 1986, 1990, 1994, 1998, 2002, 2006 |

### Cinco mandatos
| Deputado federal | Cidade onde nasceu  | Unidade federativa | Ano da eleição               |
| ---------------- | ------------------- | ------------------ | ---------------------------- |
| Hugo Napoleão    | União               | Piauí              | 1927, 1930, 1933, 1934, 1954 |
| Heráclito Fortes | Teresina            | Piauí              | 1982, 1986, 1994, 1998, 2014 |
| Marcelo Castro   | São Raimundo Nonato | Piauí              | 1998, 2002, 2006, 2010, 2014 |

### Quatro mandatos
| Deputado federal    | Cidade onde nasceu | Unidade federativa | Ano da eleição         |
| ------------------- | ------------------ | ------------------ | ---------------------- |
| José Cândido Ferraz | Teresina           | Piauí              | 1945, 1950, 1954, 1958 |
| Chagas Rodrigues    | Parnaíba           | Piauí              | 1950, 1954, 1962, 1966 |
| Heitor Cavalcanti   | Paulistana         | Piauí              | 1958, 1962, 1966, 1970 |
| Dirno Pires         | Rio de Janeiro     | Rio de Janeiro     | 1958, 1962, 1970, 1974 |
| Paulo Ferraz        | Teresina           | Piauí              | 1966, 1970, 1974, 1978 |
| Benedito Sá         | Oeiras             | Piauí              | 1990, 1994, 1998, 2002 |
| Ciro Nogueira       | Teresina           | Piauí              | 1994, 1998, 2002, 2006 |

### Três mandatos
| Deputado federal  | Cidade onde nasceu | Unidade federativa | Ano da eleição   |
| ----------------- | ------------------ | ------------------ | ---------------- |
| Sigefredo Pacheco | Campo Maior        | Piauí              | 1945, 1950, 1954 |
| Manoel Santos     | Bom Jesus          | Piauí              | 1962, 1966, 1970 |
| Pinheiro Machado  | Parnaíba           | Piauí              | 1970, 1974, 1978 |
| José Luís Maia    | Picos              | Piauí              | 1982, 1986, 1990 |
| Hugo Napoleão     | Portland           | Estados Unidos     | 1974, 1978, 2010 |
| João Henrique     | Teresina           | Piauí              | 1990, 1994, 1998 |
| Assis Carvalho    | Oeiras             | Piauí              | 2010, 2014, 2018 |
| Iracema Portela   | Teresina           | Piauí              | 2010, 2014, 2018 |
| Rejane Dias       | São João do Piauí  | Piauí              | 2014, 2018, 2022 |

### Dois mandatos
| Deputado federal       | Cidade onde nasceu | Unidade federativa | Ano da eleição |
| ---------------------- | ------------------ | ------------------ | -------------- |
| Adelmar Rocha          | Bertolínia         | Piauí              | 1935, 1945     |
| Antônio Correia        | União              | Piauí              | 1945, 1950     |
| José Vitorino Correia  | Itapecerica        | Minas Gerais       | 1950, 1954     |
| Ezequias Costa         | Barras             | Piauí              | 1962, 1966     |
| Adalberto Correia Lima | Tauá               | Ceará              | 1974, 1978     |
| Murilo Rezende         | Piripiri           | Piauí              | 1974, 1990     |
| Ludgero Raulino        | Altos              | Piauí              | 1978, 1982     |
| Ciro Nogueira          | Pedro II           | Piauí              | 1982, 1990     |
| Jesus Tajra            | Teresina           | Piauí              | 1986, 1990     |
| Paulo Silva            | Parnaíba           | Piauí              | 1986, 1990     |
| Felipe Mendes          | Simplício Mendes   | Piauí              | 1986, 1994     |
| Alberto Silva          | Parnaíba           | Piauí              | 1994, 2006     |
| Osmar Júnior           | São Paulo          | São Paulo          | 2006, 2010     |
| Fábio Abreu            | Fortaleza          | Ceará              | 2014, 2018     |
| Flávio Nogueira        | Alto Santo         | Ceará              | 2018, 2022     |
| Marcos Aurélio Sampaio | Teresina           | Piauí              | 2018, 2022     |

### Um mandato
| Deputado federal            | Cidade onde nasceu     | Unidade federativa | Ano da eleição |
| --------------------------- | ---------------------- | ------------------ | -------------- |
| Arêa Leão                   | Teresina               | Piauí              | 1945           |
| Coelho Rodrigues            | Genebra                | Suíça              | 1945           |
| Mauro Renault Leite         | Barbacena              | Minas Gerais       | 1945           |
| Demerval Lobão              | Campo Maior            | Piauí              | 1950           |
| Leônidas Melo               | Barras                 | Piauí              | 1950           |
| Marcos Parente              | Bom Jesus              | Piauí              | 1954           |
| Clidenor Santos             | Miguel Alves           | Piauí              | 1958           |
| Laurentino Pereira          | São João do Piauí      | Piauí              | 1958           |
| Lustosa Sobrinho            | Gilbués                | Piauí              | 1958           |
| Gaioso e Almendra           | Teresina               | Piauí              | 1962           |
| João de Moura Santos        | Picos                  | Piauí              | 1962           |
| João Mendes Olímpio de Melo | Tarauacá               | Acre               | 1962           |
| Fausto Castelo Branco       | Teresina               | Piauí              | 1966           |
| Joaquim Parente             | Bom Jesus              | Piauí              | 1966           |
| Severo Eulálio              | Picos                  | Piauí              | 1970           |
| Celso Barros                | Pastos Bons            | Maranhão           | 1974           |
| João Clímaco d'Almeida      | Teresina               | Piauí              | 1974           |
| Carlos Augusto de Oliveira  | José de Freitas        | Piauí              | 1978           |
| Joel Ribeiro                | Guadalupe              | Piauí              | 1978           |
| Freitas Neto                | Teresina               | Piauí              | 1982           |
| Jônathas Nunes              | Jerumenha              | Piauí              | 1982           |
| Tapety Júnior               | Oeiras                 | Piauí              | 1982           |
| Wall Ferraz                 | Teresina               | Piauí              | 1982           |
| Jesualdo Cavalcanti         | Corrente               | Piauí              | 1986           |
| Myriam Portela              | Rio de Janeiro         | Rio de Janeiro     | 1986           |
| Ari Magalhães               | Oeiras                 | Piauí              | 1994           |
| Themístocles Sampaio        | Esperantina            | Piauí              | 1998           |
| Wellington Dias             | Oeiras                 | Piauí              | 1998           |
| Afonso Gil                  | Belém                  | Pará               | 2002           |
| Francisca Trindade          | Teresina               | Piauí              | 2002           |
| Moraes Souza                | Parnaíba               | Piauí              | 2002           |
| Antônio José Medeiros       | União                  | Piauí              | 2006           |
| Nazareno Fonteles           | Acaraú                 | Ceará              | 2006           |
| Jesus Rodrigues             | Rio de Janeiro         | Rio de Janeiro     | 2010           |
| Marllos Sampaio             | Teresina               | Piauí              | 2010           |
| Rodrigo Martins             | Teresina               | Piauí              | 2014           |
| Margarete Coelho            | São Raimundo Nonato    | Piauí              | 2018           |
| Marina Santos               | Picos                  | Piauí              | 2018           |
| Átila Lira                  | Teresina               | Piauí              | 2022           |
| Castro Neto                 | Teresina               | Piauí              | 2022           |
| Florentino Neto             | Buriti dos Lopes       | Piauí              | 2022           |
| Francisco Costa             | São Francisco do Piauí | Piauí              | 2022           |
| Jadyel Alencar              | Teresina               | Piauí              | 2022           |
| Júlio Arcoverde             | Teresina               | Piauí              | 2022           |

## Deputados estaduais do Piauí
Na relação a seguir os parlamentares no exercício do mandato (mesmo temporariamente afastados segundo as regras constitucionais) têm os nomes grafados em negrito num fundo verde. Para efeito desta lista são desconsideradas as vezes que o parlamentar figurou como suplente, mesmo que tenha sido efetivado; são relacionadas somente as eleições vencidas por cada político, não o número de eleições disputadas para o cargo.

### Dez mandatos
| Deputado estadual | Cidade onde nasceu | Unidade federativa | Ano da eleição                                             |
| ----------------- | ------------------ | ------------------ | ---------------------------------------------------------- |
| Humberto Silveira | Jaicós             | Piauí              | 1947, 1958, 1962, 1966, 1970, 1974, 1978, 1982, 1986, 1994 |

### Nove mandatos
| Deputado estadual | Cidade onde nasceu | Unidade federativa | Ano da eleição                                       |
| ----------------- | ------------------ | ------------------ | ---------------------------------------------------- |
| Fernando Monteiro | Teresina           | Piauí              | 1986, 1990, 1994, 1998, 2002, 2006, 2010, 2014, 2018 |
| Wilson Brandão    | Rio de Janeiro     | Rio de Janeiro     | 1990, 1994, 1998, 2002, 2006, 2010, 2014, 2018, 2022 |

### Oito mandatos
| Deputado estadual  | Cidade onde nasceu  | Unidade federativa | Ano da eleição                                 |
| ------------------ | ------------------- | ------------------ | ---------------------------------------------- |
| Waldemar Macedo    | São Raimundo Nonato | Piauí              | 1954, 1962, 1966, 1970, 1974, 1982, 1986, 1990 |
| Sebastião Leal     | Uruçuí              | Piauí              | 1958, 1962, 1966, 1974, 1978, 1982, 1986, 1990 |
| Themístocles Filho | Teresina            | Piauí              | 1986, 1990, 1998, 2002, 2006, 2010, 2014, 2018 |

### Sete mandatos
| Deputado estadual | Cidade onde nasceu | Unidade federativa | Ano da eleição                           |
| ----------------- | ------------------ | ------------------ | ---------------------------------------- |
| Bona Medeiros     | União              | Piauí              | 1962, 1966, 1970, 1974, 1978, 1990, 1994 |
| Juraci Leite      | Pedro II           | Piauí              | 1982, 1986, 1994, 1998, 2002, 2006, 2010 |
| Kleber Eulálio    | Teresina           | Piauí              | 1986, 1990, 1994, 1998, 2002, 2006, 2010 |
| Warton Santos     | Picos              | Piauí              | 1986, 1990, 1994, 1998, 2002, 2006, 2010 |

### Seis mandatos
| Deputado estadual     | Cidade onde nasceu | Unidade federativa | Ano da eleição                     |
| --------------------- | ------------------ | ------------------ | ---------------------------------- |
| Wilson Parente        | Cristino Castro    | Piauí              | 1962, 1966, 1970, 1974, 1978, 1982 |
| Wilson Brandão        | Pedro II           | Piauí              | 1966, 1970, 1974, 1978, 1982, 1986 |
| Xavier Neto           | Amarante           | Piauí              | 1982, 1986, 1990, 1994, 2002, 2006 |
| Hélio Isaías da Silva | Teresina           | Piauí              | 2002, 2006, 2010, 2014, 2018, 2022 |
| Nerinho               | Picos              | Piauí              | 2002, 2006, 2010, 2014, 2018, 2022 |

### Cinco mandatos
| Deputado estadual   | Cidade onde nasceu  | Unidade federativa | Ano da eleição               |
| ------------------- | ------------------- | ------------------ | ---------------------------- |
| João Carvalho       | Santana do Cariri   | Ceará              | 1947, 1950, 1954, 1958, 1962 |
| Constantino Pereira | São João do Piauí   | Piauí              | 1947, 1950, 1954, 1958, 1966 |
| Wenceslau Sampaio   | Buriti dos Lopes    | Piauí              | 1947, 1950, 1954, 1962, 1966 |
| Djalma Veloso       | Valença do Piauí    | Piauí              | 1954, 1958, 1962, 1966, 1970 |
| Filadelfo Castro    | Nova Iorque         | Maranhão           | 1954, 1958, 1962, 1966, 1970 |
| João Lobo           | Floriano            | Piauí              | 1962, 1966, 1970, 1974, 1978 |
| Ribeiro Magalhães   | Piracuruca          | Piauí              | 1966, 1970, 1974, 1978, 1982 |
| Juarez Tapety       | Oeiras              | Piauí              | 1966, 1974, 1978, 1982, 1986 |
| Barros Araújo       | Picos               | Piauí              | 1974, 1978, 1982, 1986, 1990 |
| Sabino Paulo        | São João do Piauí   | Piauí              | 1974, 1978, 1982, 1986, 1990 |
| Moraes Souza        | Parnaíba            | Piauí              | 1982, 1986, 1990, 1994, 1998 |
| Edson Ferreira      | São Raimundo Nonato | Piauí              | 1998, 2002, 2006, 2010, 2014 |
| Marden Menezes      | Teresina            | Piauí              | 2006, 2010, 2014, 2018, 2022 |

### Quatro mandatos
| Deputado estadual          | Cidade onde nasceu  | Unidade federativa | Ano da eleição         |
| -------------------------- | ------------------- | ------------------ | ---------------------- |
| Edson Ferreira             | São Raimundo Nonato | Piauí              | 1947, 1950, 1954, 1966 |
| Costa Neto                 | São João do Piauí   | Piauí              | 1950, 1954, 1958, 1966 |
| Caio Damasceno             | Paulistana          | Piauí              | 1950, 1954, 1962, 1966 |
| Antônio Gayoso             | Teresina            | Piauí              | 1954, 1958, 1962, 1966 |
| Nogueira Filho             | Pedro II            | Piauí              | 1962, 1966, 1970, 1974 |
| Roberto Raulino            | Altos               | Piauí              | 1962, 1966, 1970, 1974 |
| Afrânio Nunes              | Amarante            | Piauí              | 1966, 1970, 1974, 1978 |
| Marcelo Coelho             | Teresina            | Piauí              | 1982, 1986, 1998, 2002 |
| Robert Freitas             | José de Freitas     | Piauí              | 1986, 1990, 1994, 1998 |
| Paulo Henrique Paes Landim | São João do Piauí   | Piauí              | 1990, 1994, 1998, 2002 |
| Ismar Marques              | Luzilândia          | Piauí              | 1990, 1994, 2006, 2010 |
| Henrique Rebelo            | Teresina            | Piauí              | 1998, 2002, 2006, 2010 |
| Luciano Nunes              | Teresina            | Piauí              | 2002, 2006, 2010, 2014 |
| Flora Izabel               | Teresina            | Piauí              | 2002, 2006, 2014, 2018 |
| João Madison Nogueira      | Corrente            | Piauí              | 2006, 2014, 2018, 2022 |
| Evaldo Gomes               | Teresina            | Piauí              | 2010, 2014, 2018, 2022 |
| Fábio Novo                 | Bom Jesus           | Piauí              | 2010, 2014, 2018, 2022 |
| Flávio Nogueira Júnior     | Teresina            | Piauí              | 2010, 2014, 2018, 2022 |
| Gustavo Neiva              | Teresina            | Piauí              | 2010, 2014, 2018, 2022 |

### Três mandatos
| Deputado estadual          | Cidade onde nasceu  | Unidade federativa | Ano da eleição   |
| -------------------------- | ------------------- | ------------------ | ---------------- |
| Alcides Nunes              | Valença do Piauí    | Piauí              | 1947, 1950, 1954 |
| Antônio Santos Rocha       | Jerumenha           | Piauí              | 1947, 1950, 1954 |
| Epaminondas Castelo Branco | Buriti dos Lopes    | Piauí              | 1947, 1950, 1954 |
| Waldemar Leal              | Floriano            | Piauí              | 1947, 1950, 1954 |
| Orlando Carvalho           | Amarante            | Piauí              | 1947, 1950, 1958 |
| Alberto Monteiro           | Picos               | Piauí              | 1947, 1958, 1966 |
| Alberto Luz                | Jaicós              | Piauí              | 1950, 1954, 1958 |
| Clóvis Melo                |                     |                    | 1950, 1954, 1958 |
| João Clímaco d'Almeida     | Teresina            | Piauí              | 1950, 1954, 1958 |
| Milton Aguiar              | Teresina            | Piauí              | 1950, 1954, 1958 |
| Paulo Ferraz               | Teresina            | Piauí              | 1954, 1958, 1962 |
| Alfredo Nunes              | Regeneração         | Piauí              | 1958, 1962, 1966 |
| Deusdedit Cavalcanti       | Paulistana          | Piauí              | 1958, 1962, 1966 |
| Edson Rocha                | Jerumenha           | Piauí              | 1962, 1966, 1970 |
| Pedro Portela              | Barras              | Piauí              | 1962, 1966, 1970 |
| Carvalho e Silva           | Teresina            | Piauí              | 1966, 1970, 1974 |
| José de Castro             | São Raimundo Nonato | Piauí              | 1966, 1970, 1974 |
| Oscar Eulálio              | Picos               | Piauí              | 1970, 1974, 1978 |
| Francisco Figueiredo       | União               | Piauí              | 1970, 1974, 1986 |
| Homero Castelo Branco      | Amarante            | Piauí              | 1974, 1998, 2002 |
| Luiz Gonzaga Paes Landim   | São João do Piauí   | Piauí              | 1978, 1982, 1986 |
| Jesualdo Cavalcanti        | Corrente            | Piauí              | 1978, 1982, 1990 |
| César Melo                 | Campo Maior         | Piauí              | 1978, 1990, 1994 |
| Elias Ximenes do Prado     | Sobral              | Ceará              | 1978, 1982, 2002 |
| Luciano Nunes              | Oeiras              | Piauí              | 1982, 1986, 1990 |
| Marcelo Castro             | São Raimundo Nonato | Piauí              | 1982, 1986, 1990 |
| Adolfo Nunes               | Teresina            | Piauí              | 1986, 1990, 1994 |
| Chico Filho                | Floriano            | Piauí              | 1994, 1998, 2002 |
| Tadeu Maia                 | Itainópolis         | Piauí              | 1994, 1998, 2002 |
| Leal Júnior                | Rio de Janeiro      | Rio de Janeiro     | 1994, 1998, 2002 |
| Wilson Martins             | Santa Cruz do Piauí | Piauí              | 1994, 1998, 2002 |
| Olavo Rebelo               | Esperantina         | Piauí              | 1994, 1998, 2006 |
| Roncalli Paulo             | São João do Piauí   | Piauí              | 1998, 2002, 2006 |
| Mauro Tapety               | Oeiras              | Piauí              | 1998, 2002, 2006 |
| Ana Paula                  | Guadalupe           | Piauí              | 2006, 2010, 2022 |
| Robert Rios                | Teresina            | Piauí              | 2006, 2010, 2014 |
| Fábio Xavier               | São Luís            | Maranhão           | 2014, 2018, 2022 |
| Firmino Paulo              | Teresina            | Piauí              | 2014, 2018, 2022 |
| Francisco Lima             | Matias Olímpio      | Piauí              | 2014, 2018, 2022 |
| Georgiano Neto             | Teresina            | Piauí              | 2014, 2018, 2022 |
| Hélio Oliveira             | Canto do Buriti     | Piauí              | 2014, 2018, 2022 |
| Janaína Marques            | Teresina            | Piauí              | 2014, 2018, 2022 |
| Pablo Santos               | Picos               | Piauí              | 2014, 2018, 2022 |
| Severo Eulálio             | Teresina            | Piauí              | 2014, 2018, 2022 |

### Dois mandatos
| Deputado estadual             | Cidade onde nasceu       | Unidade federativa | Ano da eleição |
| ----------------------------- | ------------------------ | ------------------ | -------------- |
| Agenor Almeida                | Palmeirais               | Piauí              | 1947, 1950     |
| Antenor Neiva                 | Picos                    | Piauí              | 1947, 1950     |
| Antônio Carvalho              |                          |                    | 1947, 1950     |
| Otávio Miranda                | Campo Maior              | Piauí              | 1947, 1950     |
| Ezequias Costa                | Barras                   | Piauí              | 1950, 1954     |
| Manuel Nogueira Lima          | Pedro II                 | Piauí              | 1950, 1958     |
| Cândido Oliveira              |                          |                    | 1954, 1958     |
| José Lourenço Mourão          | Teresina                 | Piauí              | 1954, 1958     |
| Waldeck Bona                  | Campo Maior              | Piauí              | 1954, 1958     |
| Álvaro Melo                   |                          |                    | 1958, 1962     |
| Barroso de Carvalho           | Picos                    | Piauí              | 1958, 1962     |
| Benoni Leal                   | Valença do Piauí         | Piauí              | 1958, 1962     |
| Helvídio Nunes                | Picos                    | Piauí              | 1958, 1962     |
| José Ferreira de Alencar Mota | Pio IX                   | Piauí              | 1958, 1966     |
| Nazareno Araújo               | Floriano                 | Piauí              | 1958, 1966     |
| Aluísio Ribeiro               | Amarante                 | Piauí              | 1962, 1966     |
| Odilon Freitas                | José de Freitas          | Piauí              | 1962, 1966     |
| Severo Eulálio                | Picos                    | Piauí              | 1962, 1966     |
| Solon Brandão                 | Pedro II                 | Piauí              | 1962, 1966     |
| Machado Melo                  | Batalha                  | Piauí              | 1962, 1978     |
| Themístocles Sampaio          | Esperantina              | Piauí              | 1962, 1978     |
| Raimundo Urtiga               | São José da Lagoa Tapada | Paraíba            | 1966, 1970     |
| Joaquim Bezerra               | Pio IX                   | Piauí              | 1966, 1974     |
| Walmor Carvalho               | Oeiras                   | Piauí              | 1970, 1974     |
| Freitas Neto                  | Teresina                 | Piauí              | 1974, 1978     |
| Deoclécio Dantas              | Teresina                 | Piauí              | 1978, 1982     |
| José Lobão                    | União                    | Piauí              | 1978, 1982     |
| Newton Macedo                 | São Raimundo Nonato      | Piauí              | 1978, 1986     |
| Maurício Melo                 | Campo Maior              | Piauí              | 1982, 1986     |
| Tomaz Teixeira                | Campos Sales             | Ceará              | 1982, 1990     |
| Batista Dias                  | São Raimundo Nonato      | Piauí              | 1982, 1990     |
| João Silva Neto               | Parnaíba                 | Piauí              | 1986, 1990     |
| Eurimar Nunes                 | Canto do Buriti          | Piauí              | 1990, 1994     |
| Luiz Menezes                  | Piripiri                 | Piauí              | 1990, 1994     |
| Pompílio Evaristo             | São Miguel do Tapuio     | Piauí              | 1994, 1998     |
| Irmão Elias                   | Picos                    | Piauí              | 1998, 2002     |
| Gustavo Medeiros              | União                    | Piauí              | 1998, 2002     |
| Flávio Nogueira               | Alto Santo               | Ceará              | 2002, 2006     |
| Moraes Souza Filho            | Parnaíba                 | Piauí              | 2002, 2006     |
| João de Deus Sousa            | José de Freitas          | Piauí              | 2002, 2006     |
| Antônio Félix                 | Campo Maior              | Piauí              | 2006, 2010     |
| Lilian Martins                | Teresina                 | Piauí              | 2006, 2010     |
| Juliana Moraes Souza          | Teresina                 | Piauí              | 2010, 2014     |
| Lisieux Coelho                | Paulistana               | Piauí              | 2010, 2014     |
| Júlio Arcoverde               | Teresina                 | Piauí              | 2014, 2018     |
| Gessivaldo Isaías             | Teresina                 | Piauí              | 2014, 2018     |
| Zé Santana                    | Paraibano                | Maranhão           | 2014, 2018     |
| Carlos Augusto                | Corrente                 | Piauí              | 2018, 2022     |
| Franzé Silva                  | Buriti dos Lopes         | Piauí              | 2018, 2022     |
| Henrique Pires                | Recife                   | Pernambuco         | 2018, 2022     |

### Um mandato
| Deputado estadual           | Cidade onde nasceu        | Unidade federativa | Ano da eleição |
| --------------------------- | ------------------------- | ------------------ | -------------- |
| Agenor Veloso               | Valença do Piauí          | Piauí              | 1947           |
| Antônio José de Sousa       |                           |                    | 1947           |
| Augusto Paranaguá           | Rio de Janeiro            | Rio de Janeiro     | 1947           |
| Cícero Luz                  |                           |                    | 1947           |
| Elias Magalhães             |                           |                    | 1947           |
| Hélio Leitão                | Picos                     | Piauí              | 1947           |
| João de Moura Santos        | Picos                     | Piauí              | 1947           |
| José Auto de Abreu          | Teresina                  | Piauí              | 1947           |
| José Mendes de Moraes       |                           |                    | 1947           |
| Lustosa Sobrinho            | Gilbués                   | Piauí              | 1947           |
| Mário Raulino               |                           |                    | 1947           |
| Miguel de Arêa Leão         |                           |                    | 1947           |
| Miguel Oliveira             |                           |                    | 1947           |
| Milton Brandão              | Pedro II                  | Piauí              | 1947           |
| Milton Cardoso              |                           |                    | 1947           |
| Paes Landim                 |                           |                    | 1947           |
| Paulo Salgado               |                           |                    | 1947           |
| Tasso Fortes do Rego        |                           |                    | 1947           |
| Adalberto Santos            | Picos                     | Piauí              | 1950           |
| Alberto Silva               | Parnaíba                  | Piauí              | 1950           |
| Augusto Rocha Neto          | Oeiras                    | Piauí              | 1950           |
| Darcy Araújo                | Parnaíba                  | Piauí              | 1950           |
| Edgar Nogueira              | Teresina                  | Piauí              | 1950           |
| Ferreira de Castro          | Floriano                  | Piauí              | 1950           |
| Gumercindo Ribeiro          | Teresina                  | Piauí              | 1950           |
| Inácio Soares da Silva      | Aroazes                   | Piauí              | 1950           |
| Joaquim Gomes Calado        | Picos                     | Piauí              | 1950           |
| José Ribamar de Castro Lima | Parnaíba                  | Piauí              | 1950           |
| Mário de Andrade            | Campo Maior               | Piauí              | 1950           |
| Cleanto Jales de Carvalho   |                           |                    | 1954           |
| Costa Andrade               | Simplício Mendes          | Piauí              | 1954           |
| Heitor Cavalcanti           | Paulistana                | Piauí              | 1954           |
| José Gaioso Freitas         | José de Freitas           | Piauí              | 1954           |
| Laurentino Pereira          | São João do Piauí         | Piauí              | 1954           |
| Milton Lima                 |                           |                    | 1954           |
| Petrônio Portela            | Valença do Piauí          | Piauí              | 1954           |
| Samuel Tupinambá            |                           |                    | 1954           |
| Tibério Nunes               | Oeiras                    | Piauí              | 1954           |
| Abdon Portela               |                           |                    | 1958           |
| Aristeu Tupinambá Rodrigues |                           |                    | 1958           |
| José Carvalho do Bonfim     |                           |                    | 1958           |
| Manoel da Silva Dias        | São Raimundo Nonato       | Piauí              | 1958           |
| Tiago José da Silva         |                           |                    | 1958           |
| Aluísio Costa               |                           |                    | 1962           |
| Álvaro Rodrigues            |                           | Piauí              | 1962           |
| Benjamin Lustosa            |                           |                    | 1962           |
| Celso Barros                | Pastos Bons               | Maranhão           | 1962           |
| David Paulo Alves           |                           |                    | 1962           |
| Deusdedit Ribeiro           |                           |                    | 1962           |
| João Carvalho               | Amarante                  | Piauí              | 1962           |
| José Alexandre              |                           |                    | 1962           |
| José Martins Nunes          | Valença do Piauí          | Piauí              | 1962           |
| José Odon Maia Alencar      | Picos                     | Piauí              | 1962           |
| Nelson Moura Fé             | Simplício Mendes          | Piauí              | 1962           |
| Pedro Borges                |                           |                    | 1962           |
| Raimundo Paixão             |                           |                    | 1962           |
| Solon Aragão                | Balsas                    | Maranhão           | 1962           |
| Abdon Nunes                 | Valença do Piauí          | Piauí              | 1966           |
| Antônio Monteiro Alves      |                           |                    | 1966           |
| Isaac Carvalho              |                           |                    | 1966           |
| Jesus Tajra                 | Teresina                  | Piauí              | 1966           |
| José Barbosa                | Altos                     | Piauí              | 1966           |
| José Francisco da Paz       |                           |                    | 1966           |
| Raimundo Holanda            |                           |                    | 1966           |
| Josefina Costa              | São Raimundo Nonato       | Piauí              | 1970           |
| Bruno dos Santos            | Conceição do Canindé      | Piauí              | 1974           |
| Carlos Augusto              | Campo Maior               | Piauí              | 1974           |
| Manoel Simplício            | Vicência                  | Pernambuco         | 1978           |
| Mão Santa                   | Parnaíba                  | Piauí              | 1978           |
| Aquiles Nogueira            | Pedro II                  | Piauí              | 1982           |
| Ildefonso Dias              | Sobral                    | Ceará              | 1982           |
| Paulo Santos Rocha          | Teresina                  | Piauí              | 1982           |
| Paulo Silva                 | Parnaíba                  | Piauí              | 1982           |
| Adelmar Pereira             | Floriano                  | Piauí              | 1986           |
| Antônio Rufino              | Novo Oriente do Piauí     | Piauí              | 1986           |
| Francisco Costa             | Barras                    | Piauí              | 1986           |
| Gérson Mourão               | Pedro II                  | Piauí              | 1986           |
| Guilherme Melo              | Teresina                  | Piauí              | 1986           |
| José Reis Pereira           | São João do Piauí         | Piauí              | 1986           |
| César Sindô                 | Alto Longá                | Piauí              | 1990           |
| Francílio Almeida           | Teresina                  | Piauí              | 1990           |
| José Isaías da Silva        | Oeiras                    | Piauí              | 1990           |
| Nazareno Fonteles           | Acaraú                    | Ceará              | 1990           |
| Pedro Borges                | Picos                     | Piauí              | 1990           |
| Bona Carboreto              | Campo Maior               | Piauí              | 1994           |
| Ferreira Neto               | São Raimundo Nonato       | Piauí              | 1994           |
| Francisco Martins           | Bertolínia                | Piauí              | 1994           |
| José Néri                   | Ipaumirim                 | Ceará              | 1994           |
| Kennedy Barros              | Picos                     | Piauí              | 1994           |
| Manin Rego                  | Barras                    | Piauí              | 1994           |
| Matias Melo                 | Parnaíba                  | Piauí              | 1994           |
| Wellington Dias             | Oeiras                    | Piauí              | 1994           |
| Abel Barros                 | Picos                     | Piauí              | 1998           |
| Elias Prado Júnior          | Parnaíba                  | Piauí              | 1998           |
| Flávio Nogueira             | Corrente                  | Piauí              | 1998           |
| Francisca Trindade          | Teresina                  | Piauí              | 1998           |
| José Ribamar Pereira        | Barras                    | Piauí              | 1998           |
| Margarida Bona              | Campo Maior               | Piauí              | 1998           |
| Silas Freire                | Campo Maior               | Piauí              | 1998           |
| Antônio José Medeiros       | União                     | Piauí              | 2002           |
| Maria José Leão             | Floriano                  | Piauí              | 2002           |
| Antônio Uchôa               | Pedro II                  | Piauí              | 2006           |
| Assis Carvalho              | Oeiras                    | Piauí              | 2006           |
| Cícero Magalhães            | São Benedito do Rio Preto | Maranhão           | 2006           |
| José Pinto de Mesquita      | Pedro II                  | Piauí              | 2006           |
| Belê Medeiros               | Picos                     | Piauí              | 2010           |
| Firmino Filho               | Teresina                  | Piauí              | 2010           |
| Margarete Coelho            | São Raimundo Nonato       | Piauí              | 2010           |
| Merlong Solano              | Valença do Piauí          | Piauí              | 2010           |
| Paulo Martins               | Campo Maior               | Piauí              | 2010           |
| Rejane Dias                 | São João do Piauí         | Piauí              | 2010           |
| Ubiraci Carvalho            | Simplício Mendes          | Piauí              | 2010           |
| José Pessoa Leal            | São Pedro do Piauí        | Piauí              | 2014           |
| Rubem Martins               | Santa Cruz do Piauí       | Piauí              | 2014           |
| Francisco Costa             | São Francisco do Piauí    | Piauí              | 2018           |
| Lucy Soares                 | Recife                    | Pernambuco         | 2018           |
| Oliveira Neto               | Teresina                  | Piauí              | 2018           |
| Teresa Britto               | Piripiri                  | Piauí              | 2018           |
| Aldo Gil                    | Picos                     | Piauí              | 2022           |
| Bárbara do Firmino          | Teresina                  | Piauí              | 2022           |
| Felipe Sampaio              | Teresina                  | Piauí              | 2022           |
| Gil Carlos                  | São João do Piauí         | Piauí              | 2022           |
| Gracinha Mão Santa          | Parnaíba                  | Piauí              | 2022           |
| Jeová Alencar               | Fortaleza                 | Ceará              | 2022           |
| Rubens Vieira               | Cocal                     | Piauí              | 2022           |
| Thales Pimentel             | Canto do Buriti           | Piauí              | 2022           |
| Vinicius Nascimento         | Teresina                  | Piauí              | 2022           |